# Triumful lui Bachus
Triumful lui Bacchus este un tablou realizat de Diego Velázquez, aflat acum în Muzeul Prado din Madrid. Este cunoscut popular ca Los borrachos sau Băutorii (politicos spus, sau Bețivii).
Velázquez a pictat Triumful lui Bacchus după sosirea la Madrid din Sevilla și chiar înainte de călătoria sa în Italia. Tabloul a fost pictată pentru Filip al IV-lea, care i-a plătit lui Velázquez 100 de ducați pentru aceasta. Pictura îl arată pe Bacchus înconjurat de bețivi. La Madrid, Velázquez a putut studia colecția de tablouri italiene a regelui și, fără îndoială, a fost surprins de nuditatea din multe tablouri, precum și de tratarea subiectelor mitologice.
Triumful lui Bacchus a fost descris ca fiind capodopera tablourilor lui Velázquez din anii 1620.

## Descriere
În această pictură, Bacchus este reprezentat ca o persoană în centrul unei mici sărbători, dar pielea lui este mai palidă decât cea a însoțitorilor săi, făcându-l mai ușor de recunoscut. În mod neobișnuit, restul grupului, în afară de personajul dezbrăcat până la talie din spatele zeului, se află în îmbrăcămintea contemporană a oamenilor săraci din Spania secolului al XVII-lea. Opera îl reprezintă pe Bacchus ca fiind zeul care îi răsplătește pe oameni cu vin, eliberându-i temporar din problemele lor. În literatura barocă, Bacchus era considerat o alegorie a eliberării omului de sclavia vieții de zi cu zi.
Scena poate fi împărțită în două jumătăți. În stânga, se află figura foarte luminoasă a lui Bacchus, poziția sa dominantă, dar relaxată, oarecum amintește de cea a lui Hristos în multe scene din Judecata de Apoi, care este adesea arătat așezat și gol până la talie. Bacchus și personajul din spatele lui sunt reprezentați în veșmintele tradiționale lejere, utilizate pentru reprezentările mitului clasic. Idealizarea feței zeului este evidențiată de lumina clară care îl luminează într-un stil mai clasicist. [3] Partea dreaptă, însă, prezintă niște bețivi, bărbați ai străzii care ne invită să ne alăturăm petrecerii lor, cu o atmosferă foarte spaniolă asemănătoare cu stilul lui José de Ribera. Nu există nicio idealizare prezentă pe fețele lor mari și uzate, deși figura îngenunchiată în fața zeului este mai tânără și mai bine îmbrăcată decât celelalte, având sabie și cizme înalte. Lumina care îl luminează pe Bacchus este absentă în această parte; personajele sunt prezentate în clarobscur și au pielea mult mai închisă.
În această lucrare, Velázquez a adoptat un tratament realist al unui subiect mitologic, tendință pe care a urmat-o mai departe în anii următori.
Există diverse elemente ale naturalismului în această lucrare, cum ar fi sticla și ulciorul care sunt prezentate pe pământ aproape de picioarele zeului; Velázquez a folosit contrastul corpului strălucitor al zeului pentru a oferi textură sticlei și ulciorului, creând ceva asemănător cu o natură moartă. Aceste vase sunt foarte asemănătoare cu cele care apar în picturile realizate de Velázquez în perioada sa din Sevilla, iar combinația elementelor naturii moarte a figurilor de gen naturaliste este legată de subiectele de bodegón pe care le-a pictat acolo.